# 龔士驤
龚士骧（？—？），字季良，浙江義烏縣人，明朝詩人。

## 生平
崇禎元年（1628年）戊辰科進士三甲第二百六十二名，授溧水縣知縣。善天文、游戏、风水、医学，最善为詩。他与吴之器、斯一绪、陈达德、章有成等人组成“八咏楼社”。但因性情放荡不羁，沉迷于丹砂，英年早逝，享年四十三岁。有子龚广生。

## 家族
父龔一清。